# Momentmagnitudeschaal
De momentmagnitudeschaal (MMS; ook genoteerd als Mw of M) is een schaal die door seismologen wordt gebruikt om de kracht van aardbevingen te meten. De schaal meet deze kracht aan de hand van de vrijgekomen energie. De magnitude is gebaseerd op het moment van de aardbeving, die gelijk is aan de starheid van de aarde, vermenigvuldigd met de gemiddelde verzakking van de breuk en de omvang van het gebied dat is verzakt.
De MMS is een logaritmische schaal; de kracht van een aardbeving neemt per punt op de schaal toe met 101,5 (ongeveer een factor 31,6).

## Verfijning
De momentmagnitudeschaal ({\displaystyle M_{\mathrm {w} }}) werd ontwikkeld in de jaren 70 van de 20e eeuw als opvolger van de schaal van Richter, {\displaystyle M_{\mathrm {L} }}. Ze werd geïntroduceerd in 1979 door de seismologen Thomas C. Hanks en Hiroo Kanamori, beiden werkzaam aan de Harvard-universiteit. Hun schaal was bedoeld om de tekortkomingen van de schaal van Richter te verhelpen, maar toch consequent te blijven. Hun schaal is gebaseerd op de fysieke omvang van een aardbeving, met name het seismisch moment ({\displaystyle M_{0}}). Bij gemiddelde aardbevingen geeft de schaal dezelfde waarden aan als de schaal van Richter. De schaal kent echter geen maximumwaarde. De schaal is daarom bruikbaar voor zware aardbevingen.
Slordigheidshalve spreken nieuwsmedia, kranten e.d. ten onrechte nog steeds van de „schaal van Richter” terwijl ze in feite de momentmagnitudeschaal bedoelen.
De volgende tabel vergelijkt de schaal van Richter ({\displaystyle M_{\mathrm {L} }}) en de momentmagnitudeschaal voor enkele grote aardbevingen in Californië.
| Datum           | Seismisch moment {\displaystyle M_{0}\times 10^{25}} | Schaal van Richter {\displaystyle M_{\mathrm {L} }} | Momentmagnitude {\displaystyle M_{\mathrm {w} }} |
| --------------- | ---------------------------------------------------- | --------------------------------------------------- | ------------------------------------------------ |
| 11 maart 1933   | 2                                                    | 6,3                                                 | 6,2                                              |
| 19 mei 1940     | 30                                                   | 6,4                                                 | 7,0                                              |
| 1 juli 1941     | 0,9                                                  | 5,9                                                 | 6,0                                              |
| 21 oktober 1942 | 9                                                    | 6,5                                                 | 6,6                                              |
| 15 maart 1946   | 1                                                    | 6,3                                                 | 6,0                                              |
| 10 april 1947   | 7                                                    | 6,2                                                 | 6,5                                              |
| 4 december 1948 | 1                                                    | 6,5                                                 | 6,0                                              |
| 21 juli 1952    | 200                                                  | 7,2                                                 | 7,5                                              |
| 19 maart 1954   | 4                                                    | 6,2                                                 | 6,4                                              |

## Berekening
Het symbool voor de momentmagnitudeschaal is {\displaystyle M_{\mathrm {w} }}, met het subscript w voor de verrichte arbeid. Het momentmagnitude {\displaystyle M_{\mathrm {w} }} is een dimensieloos getal gedefinieerd door
{\displaystyle M_{\mathrm {w} }={\tfrac {2}{3}}\log _{10}\left(M_{0}\right)-6{,}0}
waarin {\displaystyle M_{0}} staat voor het seismisch moment in newtonmeter. De constante waardes in de berekening zijn gekozen om te zorgen dat de berekening consistent is aan de waardes gemeten met eerdere schalen, vooral de schaal van Richter.
De oorspronkelijke definitie is gegeven in cgs-eenheden, en is dan
{\displaystyle M_{\mathrm {w} }={\tfrac {2}{3}}\log _{10}\left(M_{0}\right)-10{,}7}
waarin {\displaystyle M_{0}} dan staat voor het seismisch moment in dynecentimeters.
Net als bij de schaal van Richter, betekent een verhoging van 1 op deze logaritmische schaal een toename van 101,5 = 31,6 keer de kracht van de vrijgekomen energie bij een aardbeving, en een verhoging van 2 een toename van 103 = 1000 keer.

## Schalen voor de omvang van aardbevingen
De omvang van aardbevingen kan worden aangegeven met:
- de magnitude. De magnitude geeft aan hoeveel energie er bij de aardbeving vrij kwam. Dat geeft aanwijzingen over de processen die zich in de aardbodem afspelen. De magnitude is onafhankelijk van de plaats op aarde waar deze wordt berekend.
- de intensiteit. De intensiteit van de aardbeving geeft wat de uitwerking op het aardoppervlak is. Het geeft aanwijzingen over de gevolgen die de aardbeving heeft op het aardoppervlak. De intensiteit van een beving is afhankelijk van de plaats van waarneming. Een aardbeving op grote diepte geeft een minder grote intensiteit aan het aardoppervlak dan een minder grote diepte. De intensiteit is ook afhankelijk van de grondsoort, onderlagen, type verplaatsing en de afstand tot het epicentrum.[3] Toepassing: de schaal van Mercalli en een verfijning hiervan, de Europese macroseismische schaal.

De oudere schaal voor de magnitudemeting is de schaal van Richter.